# Girolamo Mainardi
Girolamo Mainardi (Urbino, 1679 circa – Roma, 16 luglio 1763) è stato un editore, tipografo, impresario teatrale e stampatore d'arte italiano, attivo a Roma e a Urbino, ricordato per la qualità della veste grafica delle sue opere e per la pubblicazione di grandi opere in più volumi.

## Biografia
Girolamo Mainardi discendeva una famiglia originaria di Bertinoro legata alla famiglia Albani, la principale famiglia aristocratica di Urbino. La sua fortuna, come stampatore ufficiale nello Stato della Chiesa, è legata per l'appunto all'elezione del suo concittadino card. Albani a papa col nome di Clemente XI (23 novembre 1700). Pochi giorni dopo, Girolamo Mainardi e il suo socio Diego Duranti divennero titolari della Stamperia camerale di Urbino.
Nel 1701 il Mainardi lasciò Urbino per Roma. Lavorò dapprima nella Stamperia camerale, appaltata ai fratelli Conti, fino al 1719. Aprì in quell'anno una tipografia propria in Piazza di Monte Citorio e stampò opere dapprima in società con Filippo Tinassi e, a partire dal 1723, solo col suo nome. Le edizioni del Mainardi si distinsero per la qualità degli autori e della veste editoriale. Famosa rimase un'edizione del Decretum Gratiani in due volumi con le glosse del cardinale Torquemada, note e indici del Fontanini. Nonostante l'ostilità del tesoriere generale della camera apostolica monsignor Carlo Collicola, nel 1726 Mainardi ottenne l'appalto triennale della Stamperia camerale in società con i librai Giannini; l'incarico, la cui durata fu estesa a nove anni, fu rinnovato nel 1730, in società con il libraio Leoni subentrato ai Giannini. Gli anni trenta del '700 furono caratterizzati da attività molto intensa. Il Mainardi, che nel frattempo aveva assunto l'abile tipografo Generoso Salomoni, iniziò la pubblicazione di grandi opere in più volumi, nel 1733 fu nominato direttore della tipografia della Cappella musicale del SS. Sacramento di Urbino e nel 1735 ottenne l'appalto anche della stamperia dell'ospizio di S. Michele, istituzione che stampava in esclusiva i libri per le scuole pubbliche di Roma. 
Nel 1728 Girolamo Mainardi, che amava il teatro e calcava le scene come attore dilettante, divenne anche impresario teatrale: prese in affitto il Teatro Capranica e organizzò la messa in scena di opere buffe di scuola musicale napoletana: scritturò il compositore napoletano Giovanni Fischietti, padre del più noto Domenico Fischietti, ma fece rappresentare opere in lingua italiana anziché in dialetto napoletano. L'anno successivo Girolamo Mainardi passò la mano all'impresario napoletano Antonio Mango..
Dopo il 1739, anno in cui terminò l'appalto della Stamperia camerale romana, segnò il declino delle fortune di Girolamo Mainardi; l'anno successivo cessò l'appalto di Urbino e rimase un debito di 1500 scudi che non riuscì a onorare; nel 1742 perse l'appalto del San Michele e subì un procedimento giudiziario perché sospettato di smerciare libri giansenisti, il che forse fu anche la causa della sua libreria di Piazza Monte Citorio. Girolamo spostò la tipografia al primo piano del palazzo Lancellotti a piazza Navona e la condusse fino al 1752, anno in cui la cedette al proprio figlio Giovanni (nato nel 1711); ma anche quest'ultimo morì improvvisamente nel 1758 e Girolamo Mainardi riprese a lavorare fino alla sua morte, avvenuta nel 1763.

## Opera
Per Saverio Franchi, «la produzione del Mainardi ha un posto di qualche importanza nel quadro dell'editoria settecentesca soprattutto per due aspetti: la qualità della veste grafica e la pubblicazione, spesso a proprie spese, di grandi opere in più volumi».
Sulle qualità estetiche, i giudizi dei contemporanei sono unanimemente positivi. Sintetizza Luigi Moranti: «La caratteristica delle edizioni è la sobria semplicità della pagina, ottenuta con una abile distribuzione delle linee; senza recar danno alla elegante impaginazione, il Mainardi usa molto la riquadratura della pagina, sia del frontespizio che del testo con abbondanti margini [...]. Egli si allontana dalla moda del tempo così ricca di fregi e decorazioni e pare che preannunci il gusto neoclassico». Un esempio è l'edizione delle Commedie di Terenzio, testo in cornice in latino e italiano (versione a fronte di Niccolò Forteguerri), vignette calcografiche, alcune sottoscritte da Giovanni Battista Sintes e da Domenico Miserotti, edizione stampata a Urbino nel 1736. Molto belle anche le prime edizioni delle opere di Francesco de' Ficoroni, molto lodati dal conte Cicognara soprattutto per la bellezza delle illustrazioni. Sempre nella tipografia di Urbino Mainardi stampò alcuni spartiti musical, per esempio Il maestro e il discepolo del violinista Carlo Tessarini e Le regole e principi di canto fermo curate dal perugino Francesco Vitarini.
Tra le grandi edizioni in più volumi si ricordano:
- (LA) Jo. Vincentii Lucchesinii, Historiarum sui temporis ab Noviomagensi pace tomus primus [-tertius], vol. 3, Romae, Typis, & sumptibus Hieronimi Mainardi, 1738.
- Domenico Bernini, Istoria di tutte l'eresie : descritta da Domenico Bernino, compendiata ed accresciuta da Giuseppe Lancisi, vol. 4, Roma, Girolamo Mainardi, 1726-1733.
- (LA) Pietro Andrea Vecchi (a cura di), Collectio constitutionum, chirographorum, et brevium diversorum Romanorum pontificum, pro bono regimine universitatum, ac communitatum status ecclesiastici, & pro ejusdem status felici gubernio promulgatorum ... Per materias, marginalibus annotationibus, & alphabetico ordine disposita, ac multiplici indice exornata a Petro Andrea de Vecchis Romano in Romana curia advocato, vol. 4, Romae, Typographia Hieronymi Mainardi in Platea Montis Citatorii, 1732-1743.